# Anne B. Scott
Anne B. Scott (* 1987 in Bielefeld, Nordrhein-Westfalen) ist eine deutsche Schauspielerin.

## Leben und Karriere
Anne B. Scott wurde im ostwestfälischen Bielefeld geboren und wuchs zweisprachig (deutsch/englisch) in der Nähe von Dortmund auf. Sie trieb Schwimmen als Leistungssport und besuchte die Theater-AG ihrer Schule.
Zur Oberstufe zog sie nach London, wo sie 2004 ihr internationales Abitur (International Baccalaureate) abgelegte. Anschließend studierte sie Theaterwissenschaften und Internationale Kommunikationswissenschaften an der US-amerikanischen Saint Louis University und schloss ihr Studium mit Auszeichnung summa cum laude ab. Daraufhin bekam sie 2009 einen Brett Ratner Grant, um in Los Angeles an der New York Film Academy, Universal Studios ihren Master of Fine Arts in Filmschauspiel zu absolvieren. Im direkten Anschluss kamen die ersten Engagements bei amerikanischen TV-Serien wie z. B. How I Met Your Mother, Parks and Recreation und Luck.
Seit Ende 2012 lebt die Schauspielerin wieder in Deutschland und teilt ihre Zeit zwischen ihrer Wahlheimat Hamburg und ihrer eigentlichen Heimat Dortmund.

## Filmografie (Auswahl)
- 2009: Desperate Housewives (TV-Serie; Regie: David Grossman)
- 2010: Anything for you (Kurzfilm; Regie: John Henry Richardson)
- 2010: Brothers & Sisters (TV-Serie; Regie: Ken Olin)
- 2010: Days of our Lives (TV-Serie; Regie: Noel Maxam)
- 2011: The Young And The Restless (TV-Serie; Regie: Sally McDonald)
- 2011: Speak Now (Abschlussfilm; Regie: Petra Haffter)
- 2011: In The Bag (TV-Serie; Regie: Michaela Hughes)
- 2011: How I Met Your Mother (TV-Serie; Regie: Pamela Fryman)
- 2012: Zombies & Cheerleaders (TV-Pilot; Disney)
- 2012: Parks and Recreation (TV-Serie; Regie: Amy Poehler)
- 2012: Luck (TV-Serie; Regie: Mimi Leder)
- 2013: Tatort – Eine andere Welt (TV-Reihe; Regie: Andreas Herzog)
- 2013: Der Koch (Kinospielfilm; Regie: Ralf Hüttner)